# Kostroma (Fluss)
Die Kostroma (russisch Кострома) ist ein linker Nebenfluss der Wolga im europäischen Teil Russlands. 
Sie entspringt östlich von Soligalitsch im Dorf Knjadschewo (Oblast Kostroma) auf den Galitscher Höhen. Ihr Oberlauf ist noch sehr eng und kurvenreich, durch die zahlreichen Zuflüsse wächst ihre Breite jedoch bald auf 30–40 m. Ab Bui, der zweitgrößten Stadt am Fluss, ist die Kostroma schiffbar.
Die Kostroma wird hauptsächlich durch die Schneeschmelze gespeist, hier steigt der Abfluss auf Werte bis 1600 m³/s an. Zum Schutz vor Überschwemmungen wurden am Unterlauf Dämme errichtet.
Auf den letzten 50 km vor der Mündung markiert die Kostroma die Grenze zwischen der Oblast Kostroma und der Oblast Jaroslawl.
Vor dem Bau des Gorkier Stausees mündete sie beim Ipatios-Kloster innerhalb der Großstadt Kostroma in die Wolga. Durch die Aufstauung der Wolga verlor sie die Nebenflüsse Sot und Mesa, die nun direkt in den Stausee münden.